# 잭 와일드 (배우)
잭 와일드(Jack Wild, 1952년 9월 30일 ~ 2006년 3월 1일)는 잉글랜드의 배우이다.